# Telediario
Telediario là chương trình thời sự do đài truyền hình Televisión Española (TVE) sản xuất. Phát sóng lần đầu vào ngày 15 tháng 9 năm 1957. Đây là chương trình truyền hình lâu đời nhất trong lịch sử truyền hình ở Tây Ban Nha.